# Bassa de la Riera de l'Esparra
La Bassa de la Riera de l'Esparra és una bassa de 0,94 Ha del municipi de Riudarenes, situada al marge dret de la Riera de l'Esparra, que és afluent de la Riera de Santa Coloma (al seu torn afluent de la Tordera). Es tracta d'una bassa d'origen artificial que disposa d'una mota de terres perimetrals que l'encercla. Es troba a la plana al·luvial de la riera de l'Esparra, totalment envoltada de plantacions de pollancres i d'altres arbres de creixement ràpid.
En la vegetació de la bassa destaca el seu bosc de ribera perimetral, amb salze blanc (Salix alba), gatell (Salix cinerea ssp. oleifolia), vern (Alnus glutinosa), pollancres, etc. Degut a l'elevat pendent dels marges el cinyell helofític no està gaire desenvolupat i es restringeix a alguns sectors de bogues, d'extensió reduïda.
Pel que fa a la fauna, segons la Fundació Emys destaca sobretot la importància d'aquest espai, i del conjunt de la Riera de l'Esparra, per a la tortuga d'estany (Emys orbicularis). La bassa és força freqüentada per pescadors i passejants, fet probablement afavorit per la proximitat al càmping Riudarenes.